# Indische Leichtathletik-Meisterschaften 2021
Die Indischen Leichtathletik-Meisterschaften 2021 wurden vom 15. bis zum 19. März im nordindischen Patiala ausgetragen.

## Medaillengewinner

### Männer
| Disziplin        | Gold                 | Leistung          | Silber                     | Leistung        | Bronze                  | Leistung        |
| ---------------- | -------------------- | ----------------- | -------------------------- | --------------- | ----------------------- | --------------- |
| 100 m            | Gurindervir Singh    | 10,32 s           | V.K. Elakkiadasan          | 10,43 s SB      | Krishna Kumar Rane      | 10,56 s         |
| 200 m            | V.K. Elakkiadasan    | 21,19 s PB        | Akshay Nain                | 21,27 s         | A. Vignesh              | 21,57 s         |
| 400 m            | Amoj Jacob           | 45,68 s PB        | Naganathan Pandi           | 46,09 s PB      | Arokia Rajiv            | 46,52 s SB      |
| 800 m            | Krishan Kumar        | 1:48,48 min PB    | Ankesh Chaudhary           | 1:48,65 min PB  | Annu Kumar              | 1:49,25 min PB  |
| 1500 m           | Ajay Kumar Saroj     | 3:45,61 min       | Harendra Kumar             | 3:46,28 min PB  | Manjit Singh            | 3:47,22 min SB  |
| 5000 m           | Amit Jangid          | 14:05,30 min PB   | Abhishek Pal               | 14:08,59 min SB | Puneet Yadav            | 14:08,80 min PB |
| 10.000 m         | Abhishek Pal         | 28:47,49 min SB   | Kartik Kumar               | 29:48,21 min PB | Arjun Kumar             | 29:49,46 min SB |
| 110 m Hürden     | Veeramani Palani     | 14,57 s PB        | Srikanth Madhyastha        | 14,85 s SB      | Yashwanth Kumar         | 15,01 s         |
| 400 m Hürden     | Ayyasamy Dharun      | 50,16 s SB        | Santhosh Kumar Tamilarasan | 51,49 s SB      | K. Sathish              | 52,11 s         |
| 3000 m Hindernis | Avinash Sable        | 8:20,20 min WL PB | Shankar Lal Swami          | 8:34,33 min PB  | .Rajkumar               | 8:49,96 min PB  |
| Hochsprung       | Sarvesh Anil Kushare | 2,15 m SB         | J. Aadarsh Ram             | 2,10 m          | Sidharth Yadav Geo Jose | 2,10 m SB       |
| Stabhochsprung   | Parshant Singh       | 5,10 m =PB        | . Lakshay                  | 5,05 m PB       | Anas Babu               | 4,90 m SB       |
| Weitsprung       | Sreeshankar Murali   | 8,26 m =WL NR     | Muhammed Anees Yahiya      | 8,00 m PB       | Lokesh Sathyanathan     | 7,60 m          |
| Dreisprung       | Karthik Unnikrishnan | 16,73 m SB        | Abdulla Aboobacker         | 16,59 m SB      | Eldhose Paul            | 16,53 m         |
| Kugelstoßen      | Tejinder Pal Singh   | 20,58 m SB        | Karanveer Singh            | 18,98 m         | Davinder Singh          | 18,04 m         |
| Diskuswurf       | Kripal Singh Batth   | 59,04 m SB        | . Vazeer                   | 56,40 m PB      | . Abhinav               | 55,79 m PB      |
| Hammerwurf       | Gurmeet Singh        | 69,97 m PB        | Jaswinder Singh            | 63,22 m PB      | Taranveer Singh         | 62,75 m SB      |
| Speerwurf        | Neeraj Chopra        | 87,80 m           | Yashvir Singh              | 79,31 m PB      | Rohit Yadav             | 78,88 m SB      |
| Zehnkampf        | Usaid Khan           | 6820 Punkte PB    | Navjor Singh               | 6649 Punkte PB  | Umesh Lamba             | 6632 Punkte PB  |

### Frauen
| Disziplin        | Gold                   | Leistung        | Silber                        | Leistung        | Bronze                 | Leistung        |
| ---------------- | ---------------------- | --------------- | ----------------------------- | --------------- | ---------------------- | --------------- |
| 100 m            | Sekar Dhana Lakshmi    | 11,38 s PB      | Dutee Chand                   | 11,58 s         | Archana Suseentran     | 11,76 s         |
| 200 m            | Hima Das               | 23,21 s SB      | Sekar Dhana Lakshmi           | 23,39 s         | Archana Suseentran     | 23,60 s SB      |
| 400 m            | M. R. Poovamma         | 53,57 s         | Subha Venkatesan              | 54,48 s SB      | .Kiran                 | 54,55 s         |
| 800 m            | KM. Chanda             | 2:02,57 min PB  | Lili Das                      | 2:02,98 min PB  | M. R. Poovamma         | 2:03,35 min PB  |
| 1500 m           | Harmilan Kaur Bains    | 4:08,70 min PB  | Palakeezh Unnikrishnan Chitra | 4:17,56 min SB  | Durga Pramod Deore     | 4:27,87 min SB  |
| 5000 m           | Parul Chaudhary        | 16:03,23 min    | Sanjivani Jadhav              | 16:08,36 min SB | Komal Jagadale         | 16:18,48 min    |
| 10.000 m         | Savita Pal             | 33:59,35 min PB | Sanjivani Jadhav              | 34:01,26 min SB | Kavita Yadav           | 34:04,45 min PB |
| 100 m Hürden     | Chandrasekar Kanimozhi | 13,63 s PB      | Nandini Agasara               | 13,88 s PB      | Ramraj Vithya          | 14,08 s SB      |
| 400 m Hürden     | Ramraj Vithya          | 59,59 s         | . Nanhi                       | 59,94 s PB      | V. Krishnan Salini     | 60,57 s         |
| 3000 m Hindernis | Parul Chaudhary        | 10:01,06 min PB | Komal Jagadale                | 10:05,43 min    | .Cintha                | 10:36,45 min    |
| Hochsprung       | Gracena Glistus Mery   | 1,84 m PB       | . Rekha                       | 1,75 m SB       | G. Giji George Stephen | 1,70 m PB       |
| Stabhochsprung   | P. Rosy Meena          | 3,90 m PB       | Vengatesh Pavithra            | 3,80 m =PB      | Jaison Mariya          | 3,70 m SB       |
| Weitsprung       | Priyanka Kerketta      | 6,10 m SB       | Rintu Mathew                  | 6,07 m SB       | Sherin Abdul Gaffoor   | 6,07 m SB       |
| Dreisprung       | Renu Grewal            | 13,39 m SB      | B. Aishwarya                  | 13,16 m SB      | R. Aishwarya           | 13,05 m PB      |
| Kugelstoßen      | Kiran Baliyan          | 16,45 m SB      | Manpreet Kaur                 | 15,65 m SB      | Sonal Goyal            | 15,09 m         |
| Diskuswurf       | Kamalpreet Kaur        | 65,06 m NR      | Seema Punia                   | 62,64 m SB      | Sonal Goyal            | 52,11 m PB      |
| Hammerwurf       | Sarita Romit Singh     | 56,62 m SB      | Jyoti Jakhar Rana             | 54,97 m SB      | Rekha Singh            | 54,04 m SB      |
| Speerwurf        | Annu Rani              | 63,24 m NR      | Sanjana Choudchary            | 54,55 m PB      | Sharmila Kumari        | 50,78 m         |
| Siebenkampf      | Swapna Barman          | 5636 Punkte SB  | George Mareena                | 5516 Punkte PB  | Sonu Kumari            | 5050 Punkte PB  |